# Lawson Craddock
Gregory Lawson Craddock (ur. 20 lutego 1992 w Houston) – amerykański kolarz szosowy. Olimpijczyk (2020).

## Osiągnięcia
Opracowano na podstawie:

2009
- 1. miejsce na 4. etapie Tour Du Pays De Vaud
- 1. miejsce na 3. etapie Tour of the Red River Gorge
- 2. miejsce w mistrzostwach świata juniorów (jazda indywidualna na czas)

2010
- 3. miejsce w Paryż-Roubaix juniorów
- 2. miejsce w Le Trophée Centre Morbihan
  - 1. miejsce na 2. etapie
- 3. miejsce w Tour Du Pays De Vaud
  - 1. miejsce w prologu i na 4. etapie
- 1. miejsce w Trofeo Karlsberg
  - 1. miejsce na 2. i 3. etapie
- 1. miejsce w mistrzostwach Stanów Zjednoczonych juniorów (jazda indywidualna na czas)
- 1. miejsce w mistrzostwach Stanów Zjednoczonych juniorów (start wspólny)
- 3. miejsce w mistrzostwach świata juniorów (jazda indywidualna na czas)
- 1. miejsce na 1. etapie Regio-Tour (jazda drużynowa na czas)

2011
- 1. miejsce na 2. etapie Le Triptyque des Monts et Châteaux
- 2. miejsce w mistrzostwach Stanów Zjednoczonych U23 (jazda indywidualna na czas)
- 1. miejsce na etapie 8a Tour de Guadeloupe

2012
- 1. miejsce na 5. etapie Tour of the Gila
- 2. miejsce w mistrzostwach Stanów Zjednoczonych U23 (jazda indywidualna na czas)

2013
- 2. miejsce w Le Triptyque des Monts et Châteaux
  - 1. miejsce na etapie 2b
- 1. miejsce w klasyfikacji młodzieżowej Tour of California

2014
- 3. miejsce w Tour of California
  - 1. miejsce w klasyfikacji młodzieżowej

2018
- 1. miejsce w klasyfikacji górskiej Settimana Internazionale di Coppi e Bartali

2019
- 1. miejsce na 1. etapie Tour Colombia (jazda drużynowa na czas)

2020
- 1. miejsce na 1. etapie Tour Colombia (jazda drużynowa na czas)

2021
- 1. miejsce w mistrzostwach Stanów Zjednoczonych (jazda indywidualna na czas)

2022
- 1. miejsce w mistrzostwach Stanów Zjednoczonych (jazda indywidualna na czas)

## Rankingi
| Rok              | 2011 | 2012 | 2013 | 2014 | 2015 | 2016 | 2017 | 2018  | 2019 | 2020  | 2021 | 2022 | 2023 | 2024  |
| ---------------- | ---- | ---- | ---- | ---- | ---- | ---- | ---- | ----- | ---- | ----- | ---- | ---- | ---- | ----- |
| UCI World Tour   |      |      |      | -    | 182. | 156. | -    | 185.  |      |       |      |      |      |       |
| World Ranking    |      |      |      |      |      | 243. | -    | 698.  | 330. | 1519. | 484. | 694. | 655. | 1725. |
| UCI Europe Tour  | 534. | -    | 293. |      |      | 455. | -    | 1432. |      |       |      |      |      |       |
| UCI America Tour | 275. | 88.  | 63.  |      |      | 63.  | -    | -     | 30.  | 144.  | 47.  | 59.  | 52.  | -     |
|                  |      |      |      |      |      |      |      |       |      |       |      |      |      |       |
| Źródło: UCI      |      |      |      |      |      |      |      |       |      |       |      |      |      |       |